# O'Higgins (departement)
O’Higgins is een departement in de Argentijnse provincie Chaco. Het departement (Spaans:  departamento) heeft een oppervlakte van 1.580 km² en telt 19.231 inwoners.

## Plaatsen in departement O'Higgins
- La Clotilde
- La Tigra
- San Bernardo